# Рог-ривер (индейцы)
Рог-ривер (англ. Rogue River Indians) — группа различных индейских племён, проживающих ранее в долине реки Рог. Индейцы этой группы говорили на языках, принадлежащих к трём языковам семьям: атабаскской, шастанской и такелма.

## Состав

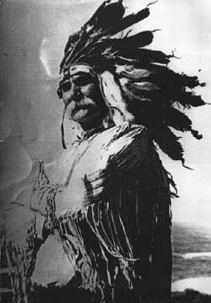
Хокси Симмонс, рог-ривер, около 1870 г.

Основными племенами, входившими в группу рог-ривер, были:
- Нижние рог-ривер:

- Верхние кокилл
- Шаста-коста
- Тутутни

- Верхние рог-ривер:

- Талтуштунтуде
- Дакубетеде

- Племена такелма:

- Латгава
- Такелма

- Шаста

После окончания войны на реке Рог в 1856 году индейцы рог-ривер были насильно переселены в различные резервации Орегона. Большинство индейцев рог-ривер оказались либо в Гранд-Ронде, либо в Силеце, но часть избежала переселения и продолжала скитаться по югу Орегона и осталась безземельной. Жизнь в резервациях оказалась тяжёлой и численность рог-ривер резко сократилась во второй половине XIX века. Если до появления американцев в долине Рог проживало около 9500 индейцев, то в 1857 году в резервациях насчитывалось менее двух тысяч выживших после войны рог-ривер.